# Episodi de I ragazzi del sabato sera (prima stagione)
La prima stagione della serie televisiva I ragazzi del sabato sera è stata trasmessa in anteprima negli Stati Uniti d'America dalla ABC tra il 9 settembre 1975 e il 26 febbraio 1976.
| nº | Titolo originale                | Titolo italiano | Prima TV USA      | Prima TV Italia |
| -- | ------------------------------- | --------------- | ----------------- | --------------- |
| 1  | The Great Debate                |                 | 9 settembre 1975  |                 |
| 2  | Basket Case                     |                 | 16 settembre 1975 |                 |
| 3  | Welcome Back                    |                 | 23 settembre 1975 |                 |
| 4  | Whodunit?                       |                 | 30 settembre 1975 |                 |
| 5  | The Election                    |                 | 7 ottobre 1975    |                 |
| 6  | No More Mr. Nice Guy            |                 | 14 ottobre 1975   |                 |
| 7  | Classroom Marriage              |                 | 21 ottobre 1975   |                 |
| 8  | One of Our Sweathogs Is Missing |                 | 28 ottobre 1975   |                 |
| 9  | Mr. Kotter, Teacher             |                 | 4 novembre 1975   |                 |
| 10 | The Reunion                     |                 | 18 novembre 1975  |                 |
| 11 | Barbarino's Girl                |                 | 25 novembre 1975  |                 |
| 12 | California Dreamin'             |                 | 2 dicembre 1975   |                 |
| 13 | Arrividerci, Arnold             |                 | 16 dicembre 1975  |                 |
| 14 | The Longest Weekend             |                 | 6 gennaio 1976    |                 |
| 15 | The Sit-In                      |                 | 13 gennaio 1976   |                 |
| 16 | Follow the Leader (Part 1)      |                 | 20 gennaio 1976   |                 |
| 17 | Follow the Leader (Part 2)      |                 | 22 gennaio 1976   |                 |
| 18 | Dr. Epstein, I Presume          |                 | 29 gennaio 1976   |                 |
| 19 | One Flu Over the Cuckoo's Nest  |                 | 5 febbraio 1976   |                 |
| 20 | The Telethon                    |                 | 12 febbraio 1976  |                 |
| 21 | Kotter Makes Good               |                 | 19 febbraio 1976  |                 |
| 22 | Father Vinnie                   |                 | 26 febbraio 1976  |                 |